# Luar (Automarke)
Luar war eine brasilianische Automarke.

## Markengeschichte
Ein Unternehmen aus Recife stellte ab Ende der 1980er Jahre Automobile her. Der Markenname lautete Luar. In den 1990er Jahren endete die Produktion.

## Fahrzeuge
Das einzige Modell war ein VW-Buggy. Die offene türlose Karosserie bestand aus Fiberglas. Der Innenraum bot 2 + 2 Sitze. Hinter den vorderen Sitzen war ein Überrollbügel. Auffallend war die große Höhe der seitlichen Schweller, die das Ein- und Aussteigen erschwerte. Eckige Scheinwerfer waren in die Fahrzeugfront integriert.